# Cementerio de la Chacarita

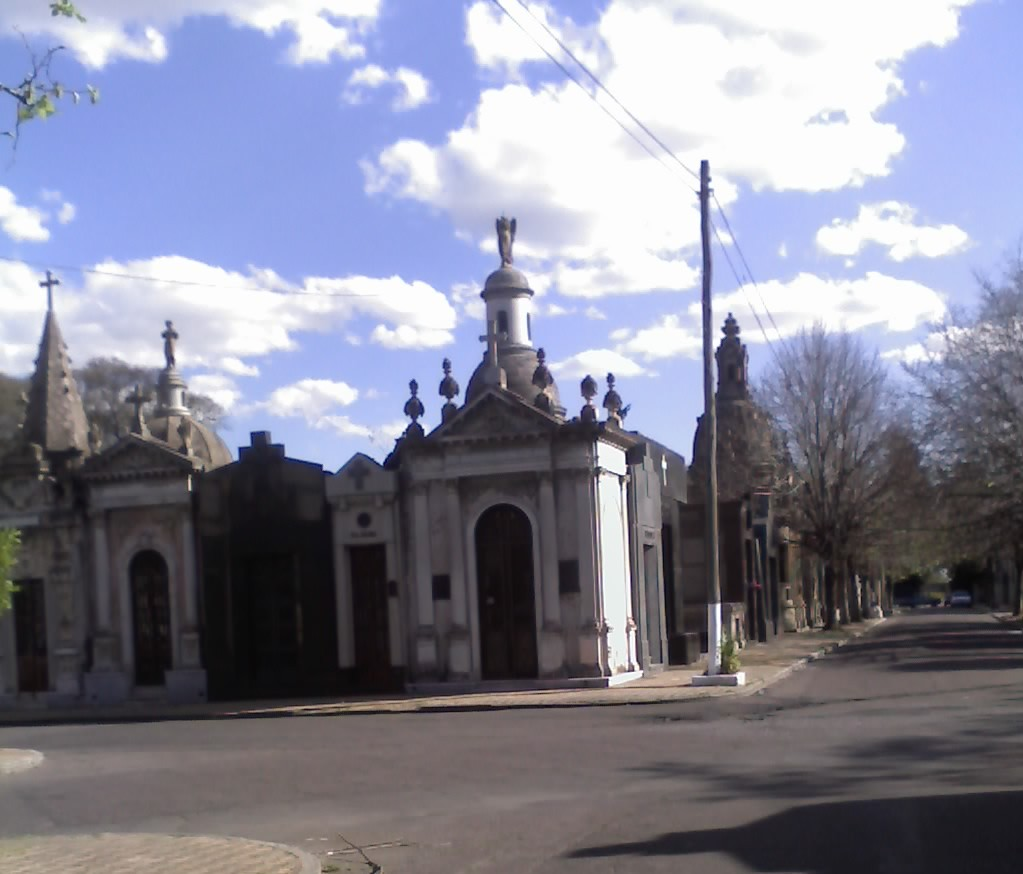
Mausoleen im Cementerio de la Chacarita

Der Cementerio de la Chacarita in Buenos Aires, Argentinien ist heute der Nationalfriedhof Argentiniens. Er wurde 1871 anlässlich einer Gelbfieber-Epidemie eröffnet.
Nachdem 1892 der Victoria Cemetery der britischen Immigranten in Buenos Aires geschlossen worden war, bekam der Cementerio de la Chacarita eine eigene britische Abteilung dazu. Später wurde außerdem eine Sektion für deutsche Einwanderer eingerichtet.

## Grabstätten bekannter Persönlichkeiten
- Carlos Acuña (1914–1989), Sänger, Tango-Komponist
- Elias Antunez (1906–1957), Jockey
- Paquita Bernardo (1900–1925), Musiker, Komponist
- Eduardo Vicente Bianco (1892–1959), Musiker
- Óscar Bonavena (1942–1976), Boxer (Schwergewicht)
- Lucas Bridges (1874–1949), Schriftsteller, Ethnograph
- Thomas Bridges (1842–1898), anglikanischer Missionar, Sprachwissenschaftler und Großgrundbesitzer
- Graciela Cabal (1939–2004), Kinderbuchautorin
- Enrique Cadícamo (1900–1999), Autor, Liedtexter
- Evaristo Carriego (1883–1912), Poet, Journalist
- Alberto Castillo (1914–2002), Schauspieler, Tangosänger
- Catulo Castillo (1906–1975), Komponist, Poet, Boxer
- Mario Cosentino (1930–2000), Jazzmusiker
- Juan D’Arienzo (1900–1976), Kapellmeister
- Julio De Grazia (1920–1989), Schauspieler, Regisseur
- Alejandro De Michele (1954–1983), Rocksänger
- Ada Falcón (1905–2002), Tango-Sängerin
- Ricardo Gamero „Mister Chassman“ (1938–1999), Reiter
- Carlos Gardel (1890–1935), Sänger, Schauspieler
- Roberto Goyeneche (1926–1994), Tangosänger
- Paul Groussac (1848–1929), französischer Autor, Historiker
- Annemarie Heinrich (1912–2005), argentinische Fotografin deutscher Herkunft
- Bernardo Houssay (1887–1971), Mediziner, Nobelpreisträger
- Maurice Jouvet (1923–1999), französischer Schauspieler
- Ángel Labruna (1918–1983), Fußballspieler
- Hans Langsdorff (1894–1939), Kapitän des deutschen Panzerschiffs Admiral Graf Spee
- Irineo Leguisamo (1903–1985), Jockey
- Madre María Loredo (1854–1928), Wunderheilerin
- Azucena Maizani (1902–1970), Tangosängerin, Tänzerin
- Mona Maris (1903–1991), Schauspielerin
- Lola Membrives (1888–1969), Schauspielerin
- Zully Moreno (1920–1999), Schauspielerin
- Jorge Newbery (1875–1914), Flugpionier, Sportler
- Alberto Olmedo (1933–1988), Komödiant
- Sabina Olmos (1913–1999), Schauspielerin und Sängerin
- Pascual Pererz (1926–1977), Boxer, Weltmeister
- Adolfo Pedernera (1918–1995), Fußballer
- Ivo Pelay (1893–1959), Poet, Theaterautor
- Juan Perón (1895–1974), Präsident Argentiniens
- Pablo Podesta (1875–1923), Schauspieler
- Jorge Porcel (1936–2006), Komödiant
- Benito Quinquela Martín (1890–1977), Maler
- Raúl Riganti (1893–1970), Automobilrennfahrer
- Chela Ruiz (1921–1999), Schauspielerin
- Mercedes Simone (1904–1990), Tangosängerin, Komponistin
- Osvaldo Soriano (1943–1997), Schriftsteller
- Alfonsina Storni (1892–1938), Dichterin
- Carlos Thompson (1923–1990), Schauspieler, Schriftsteller
- Juan Carlos Thorry (1908–2000), Schauspieler, Entertainer
- Lolita Torres (1930–2002), Schauspielerin, Sängerin
- Héctor Yazalde (1946–1997), Fußballspieler
- Marcos Zucker (1921–2003), Schauspieler